# Semione
Semione es una antigua comuna suiza del cantón del Tesino, ubicada en el distrito de Blenio, círculo de Malvaglia, que hoy en día pertenece, junto a Ludiano y Malvaglia, a la nueva comuna de Serravalle. Está ubicada en el sur de la Valle di Blenio. La antigua comuna limitaba también con las comunas de la Valle Leventina.
Semione – que incluye la pequeña aldea de Navone en la altura de 765 m – tiene mansiónes señoriles de siglos pasados, cuatro iglesias católicas, la ruina del castillo medieval Castello di Serravalle, y muchas casas tradicionales, con techo de piedra, que antes servían de alojamiento a los campesinos y su ganado.
El pueblo está ubicado a la orilla oeste de río Brenno, y rodeada de cumbres que pueden llegar a altitudes de 3161 m en el caso de la montaña Cima Rossa. Estas montañas forman parte de los Alpes Lepontinos. Cinco arroyos corren por Semione, y siguen canalizados por el Brenno, en el pasado causa de muchas inundaciónes.
Las montañas en esta zona están largamente cubiertas de bosques. Entre los árboles que dominan en la valle destaca la Castanea, durante muchos siglos el árbol de pan de la población generalmente carente de recursos. Otras actividades económicas tradicionales son la viticultura de Merlot y las canteras de Gneis.
Deste inicios de la Edad Moderna hasta finales de los años 1930, la gente de la valle emigraba a los países vecinos como Italia y Francia, o más allá por Bélgica y Inglaterra, algunos también a Argentina, Estados Unidos, u Australia, por ejemplo. Se dedicaban principalmente al comercio de alimentos y la producción de chocolate.

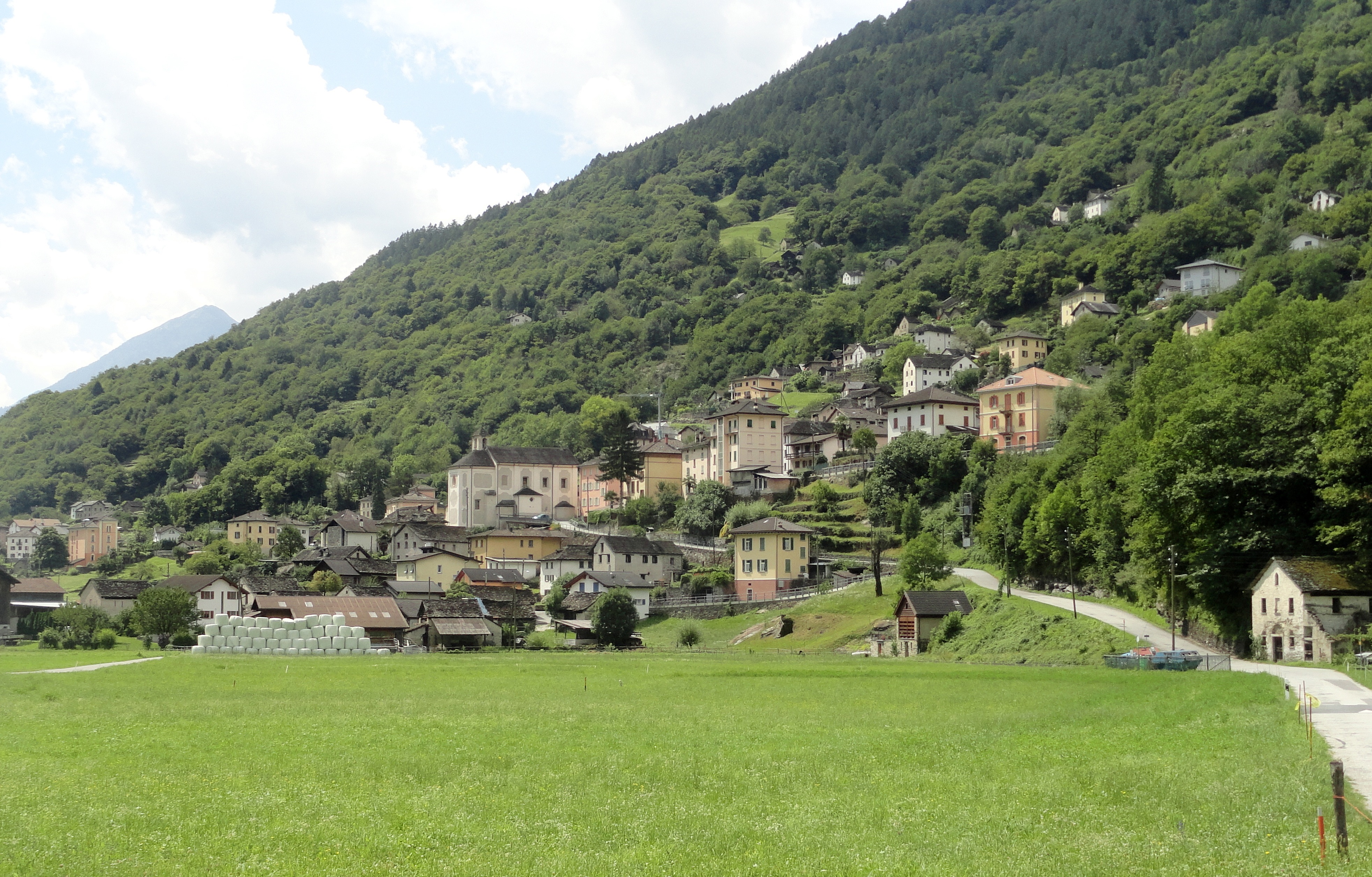
Vista de Semione desde el noreste